# Liga Nacional de Baloncesto de Kazajistán 2020-21
La Liga Nacional de Baloncesto de Kazajistán 2020-21 es la edición número 21 de la Liga Nacional de Baloncesto de Kazajistán, la primera división del baloncesto profesional de Kazajistán. La temporada regular comenzó el 26 de octubre de 2020.

## Equipos

### Liga Nacional
| Equipo            | Ciudad   |
| ----------------- | -------- |
| BC Astana         | Astana   |
| Almaty Legion     | Almaty   |
| Barsy Atyrau      | Atyrau   |
| Caspiy Aktau      | Aktau    |
| BC Aktobe         | Aktobé   |
| BK Tobol Kostanái | Kostanái |

## Clasificación
| Pos | Equipo            | JJ | JG | JP | PF   | PC   | Dif. | Pts. | %    | Clasificación     |
| --- | ----------------- | -- | -- | -- | ---- | ---- | ---- | ---- | ---- | ----------------- |
| 1   | BC Astana         | 20 | 19 | 1  | 1850 | 1200 | +650 | 38   | .950 | Playoffs          |
| 2   | Barsy Atyrau      | 28 | 22 | 6  | 2457 | 2167 | +290 | 50   | .786 | Playoffs          |
| 3   | BK Tobol Kostanái | 28 | 16 | 12 | 2314 | 2219 | +95  | 44   | .571 | Playoffs          |
| 4   | Caspiy Aktau      | 28 | 9  | 19 | 2069 | 2284 | -215 | 37   | .321 | Playoffs          |
| 5   | BC Aktobe         | 28 | 7  | 21 | 2208 | 2500 | -292 | 35   | .250 |                   |
| 6   | Almaty Legion     | 28 | 7  | 21 | 2020 | 2548 | -528 | 35   | .250 | Serie de descenso |

Fuente: Liga Nacional de Baloncesto de Kazajistán

## Estadísticas
Actualizado a 6 de febrero de 2021

### Puntos
| Pos | Jugador           | Equipo         | PPP   |
| --- | ----------------- | -------------- | ----- |
| 1   | Colin Dougherty   | Caspiy Aktau   | 23.72 |
| 2   | Anton Bykov       | Tobol Kostanái | 16.50 |
| 3   | Edward Carter III | Barsy Atyrau   | 16.38 |
| 4   | Ryan Kuk          | Barsy Atyrau   | 15.38 |
| 5   | Eugene Artison    | Caspiy Aktau   | 13.44 |

### Rebotes
| Pos | Jugador         | Equipo         | RPP   |
| --- | --------------- | -------------- | ----- |
| 1   | Anton Bykov     | Tobol Kostanái | 14.8  |
| 2   | Dmitry Sviridov | Almaty Legion  | 12.29 |
| 3   | Vladimir Ivanov | Barsy Atyrau   | 10.07 |
| 4   | Roman Marchuk   | Almaty Legion  | 7.19  |
| 5   | Denis Orlenko   | Caspiy Aktau   | 7.00  |

### Asistencias
| Pos | Jugador           | Equipo       | APP  |
| --- | ----------------- | ------------ | ---- |
| 1   | Jeremiah Hill     | BC Astana    | 6.63 |
| 2   | Colin Dougherty   | Caspiy Aktau | 5.89 |
| 2   | Michael Thompson  | BC Astana    | 5.25 |
| 4   | Tobol Kostanái    | Barsy Atyrau | 4.83 |
| 5   | Edward Carter III | Barsy Atyrau | 4.81 |

Fuente: nbf.kz

## Playoffs

### Semifinales
| Equipo 1     | Series | Equipo 2       | 1.er partido | 2.º partido | 3.er partido | 4.º partido | 5.º partido |
| ------------ | ------ | -------------- | ------------ | ----------- | ------------ | ----------- | ----------- |
| Astaná       | 3–0    | Caspiy Aktau   | 91—46        | 88—58       | 85—52        | —           | —           |
| Barsy Atyrau | 3–0    | Tobol Kostanai | 79—62        | 92—78       | 104—83       | —           | —           |

### Tercer lugar
| Equipo 1     | Series | Equipo 2       | 1.er partido | 2.º partido | 3.er partido | 4.º partido | 5.º partido |
| ------------ | ------ | -------------- | ------------ | ----------- | ------------ | ----------- | ----------- |
| Caspiy Aktau | 1–3    | Tobol Kostanay | 76—88        | 80—72       | 66—82        | 74—81       | —           |

### Final
| Equipo 1 | Series | Equipo 2     | 1.er partido | 2.º partido | 3.er partido | 4.º partido | 5.º partido |
| -------- | ------ | ------------ | ------------ | ----------- | ------------ | ----------- | ----------- |
| Astana   | 3–0    | Barsy Atyrau | 95—89        | 94—80       | 88—65        | —           | —           |

## Serie de ascenso/descenso

### Clasificados
| Equipo             | Clasificado como              |
| ------------------ | ----------------------------- |
| Almaty Legion      | 6.º lugar de la Liga Nacional |
| Bars Petropavlovsk | 1.º lugar de la Liga Superior |

### Series
| Equipo 1      | Series | Equipo 2           | 1.er partido | 2.º partido | 3.er partido | 4.º partido | 5.º partido |
| ------------- | ------ | ------------------ | ------------ | ----------- | ------------ | ----------- | ----------- |
| Almaty Legion | 2–0    | Bars Petropavlovsk | 83—76        | 90—76       | —            | —           | —           |

Almaty Legion permanece en Liga Nacional.